# Pränatal-Yoga
Bei Pränatal-Yoga, auch bekannt als Schwangerschaftsyoga, handelt es sich um einen Yoga-Stil, der speziell auf die Geburtsvorbereitung ausgerichtet ist. Das Training setzen sich aus Bewegungsübungen, kontrollierter Atmung und Meditation zusammen. Damit soll sowohl der Vorbereitung des Körpers auf die Geburt, als auch der Stabilisierung der Psyche Rechnung getragen werden.

## Ziele des Pränatal-Yoga
Das Pränatal-Yoga verfolgt dementsprechend folgende Ziele:
- Eine Erhöhung der Elastizität der Beckenbodenmuskulatur zur Erleichterung des Geburtsvorgangs und zur Vorbeugung gegen eine Harninkontinenz.[2][3]
- Die Vermeidung oder Abmilderung von Schmerzen, die aufgrund der Lockerung der Bänder des Beckenrings (= Symphysenlockerung) auftreten können.[4]
- Die Vermeidung bzw. Linderung von Rückenproblemen, welche vor allem aufgrund einer Schwerpunktsverlagerung aufgrund des Babybauchs entstehen.[5]
- Eine Stärkung des Herzkreislaufsystems, denn Herzfrequenz und Schlagvolumen nehmen deutlich zu. Schwangere haben etwa 40 % mehr Blutvolumen als nichtschwangere Frauen.[6]
- Das Einüben spezieller Atemtechniken für die Geburt. Hierbei wird vor allem die Verbindung von Kiefer und Beckenboden genutzt. Man atmet dabei mit offenem Mund (am besten auf einen „-a“-Laut). Das soll den Beckenboden öffnen und entspannen.[7]
- Die Schärfung des Bewusstseins für die körperlichen Vorgänge während der Schwangerschaft
- Die Reduktion von Sorgen und Ängsten hinsichtlich der Geburt mittels Entspannungs- und Meditationstechniken

## Wirksamkeit und Kostenübernahme
Die Wirksamkeit von Pränatal-Yoga wurde im Rahmen mehrerer Studien bestätigt.
Inzwischen übernehmen viele Krankenversicherungen (ganz oder teilweise) die Kosten für  Pränatal-Yoga-Kurse. Die gesetzlichen Krankenkassen tragen die Kosten nur, wenn der Kurs kassengefördert oder als Präventionsmaßnahme erkannt ist.